# Bohuslav Chropovský
Bohuslav Chropovský (ur. 9 sierpnia 1926 w Čataju, zm. 5 maja 2009) – słowacki archeolog. Specjalizował się w archeologii Słowian.
W 1957 r. został zatrudniony w Instytucie Archeologii Słowackiej Akademii Nauk. W latach 1970–1990 był dyrektorem Instytutu.
W 2004 r. został odznaczony Krzyżem Pribiny I Klasy za całokształt wkładu naukowo-badawczego w dziedzinie archeologii.

## Publikacje (wybór)
- Pohrebiská zo staršej doby bronzovej na Slovensku 1. (Bratislava, 1960)
- Slovensko na úsvite dejín. (Bratislava, 1970)
- Krása slovienskeho šperku. (Bratislava, 1978)
- Významné slovanské náleziská na Slovensku (współautor) (Bratislava, 1978)
- Slované (Praha, 1989)